# フュージョン戦記ガンダムバトレイヴ
フュージョン戦記ガンダムバトレイヴはガンダムシリーズを基にしたサンライズ製のトレーディングカードゲーム。発売元はバンダイ。

## 概要
ガンダムシリーズを基にしたものではあるが、世界観や設定などは完全に別物であり、他作品のキャラクターやモビルスーツなどは、コアMSというカードに一部のガンダムが使われているのみ。MSも「モビルスーツ」ではなく「マシンソウル」の略となっている。
コアMS以外のカードは「バトレイヴカード」と呼ばれ、片面に様々なものと融合したガンダムであるフュージョンMS、片面にその融合するものである「ウィズダム」が描かれた両A面になっている。
また、ガンダムのイラストはデフォルメされてはいるが2頭身というほどではなく、リアルガンダムとSDガンダムの中間のような体形になっている。

## 基本ルール
いわゆる「山札」や「手札」というものはなく、「Gカタパルトギア」というカードファイルを使ってゲームを行う。この「Gカタパルトギア」にバトレイヴカードを入れ、その現在開いているページが「手札」のようになる。また、これを最後のページまでめくりきってしまい、さらにめくらなければいけなくなると敗北となる。

## カードの種類
このゲームのカードは「コアMSカード」と「バトレイヴカード」の二種類があり、バトレイヴカードは表裏両方に別々のものが描かれた両A面になっている。
コアMSカード
ゲーム開始時に場に出す、基本となるMS。
バトレイヴカード
片面にフュージョンMS、もう片方の面にウィズダムが描かれたカード。Gカタパルトギアに入れた状態でゲームを始める。
フュージョンMS
ウィズダムと融合したMSが書かれている面。このページが見えるようにGカタパルトギアに入れる。使用する場合、Gカタパルトギアから出して自分のMSに重ねる。
ウィズダム
フュージョンMSに融合するものが描かれた面。様々な効果を持っており、使用する場合はGカタパルトギアに入れたまま相手に見せる。

### 属性
フュージョンMS及びウィズダムには4種類の属性があり、それぞれに特徴や強弱関係がある。ただし、ごく一部には属性を持たないフュージョンMSやウィズダムも存在する。
バイオ
植物や動物といった生物を表す属性。カードの色は赤。
パワーを上げる効果が多く、主にテック属性に強い。
テック
機械を中心とした人工物を表す属性。車や飛行機のような乗り物、テレビや洗濯機のような家電製品、さらにはしゃちほこやピラミッドといった建造物もふくまれる。カードの色は青。
相手を妨害する効果が多く、主にヒーロー属性に強い。
ヒーロー
主に人間を表す属性。戦士や魔法使いのようなRPGに登場するようなものから、スポーツ選手や格闘技などまでふくまれている。カードの色は黄色。
Willを操作する効果が多く、主にレジェンドに強い。
レジェンド
妖怪・幻獣・モンスターなどを表す属性。カードの色は緑。
他の属性にはない独特の効果が多く、主にバイオに強い。

## 用語
Gカタパルトギア
12のポケットがあるカードファイルで略称は「ギア」。これが多くのカードゲームにおける山札であり、開いているページが手札、残りページ数がライフになる。
Will（ウィル）
カードの効果の使用や高レベルのフュージョンなどを行うために必要なコスト。破壊されたカードなどがこれになり、さらにWillとして使用したら捨て札となる。

## 漫画版
- 一式まさとによる漫画がVジャンプ2008年3月号[2]～2009年5月号で連載。

### 物語
仮想空間「Gディメンション」で自らの陣地であるコロニーを廻り「Gカタパルトギア」に収められたカードで召喚したマシンソウルで戦う人気ゲーム「バトレイヴ」ヒュウガ、ゲッコウ、シズクの3人は見たこともないMSに襲われる。危機に陥ったヒュウガは謎の声に導かれ自らのMSガンダムをドラゴンとフュージョンさせることで撃退するもヒュウガとゲッコウの兄弟はGディメンションに閉じ込められてしまうのだった。

### キャラクター
- 時波ヒュウガ

前向きに生きる運動が得意な10歳の少年。愛用MSはガンダム
- 時波ゲッコウ

ヒュウガの双子の弟、頭脳明晰冷静沈着で運動が苦手と正反対。愛用MSはウイングガンダム
- シズク

時波兄弟の幼馴染
- シオン

バトレイヴに詳しい車椅子の青年。時波兄弟を救おうとするシズクに特製のGカタパルトギアを与える。
- ドラグワン

バトレイヴの最高称号を持つ謎の老人
- ルークエッジ

謎の組織の仮面のエージェント